# からっ風野郎
『からっ風野郎』（からっかぜやろう）は、1960年（昭和35年）3月23日公開の日本映画。監督は増村保造。脚本は菊島隆三。製作は大映（大映東京撮影所）。作家の三島由紀夫が映画俳優として初主演した作品である。傾きかけた落ち目な組の二代目ヤクザが、敵対する組の殺し屋に命を狙われる中、惚れた女の一途な純情にうたれ堅気になろうとした矢先に殺されてしまうという異色のヤクザ映画である。公開当時は、映画倫理管理委員会より成人映画（映倫番号11655）の指定を受けた。
当時、既に高名な作家となっていた三島が、ヤクザの跡取りながらどこか弱さや優しさを持ったしがない男を演じ、相手役の若尾文子は激しく愛に生きるヒロインを好演して不慣れな三島をカバーした。大映の専属俳優として正式契約し意気込んで華々しく映画デビューした三島だったが、その大根役者ぶりを酷評され、興行的にはヒット作となったものの俳優演技の難しさを痛感する経験となった。
しかし三島にとってこの苦い経験は、その後の写真集『薔薇刑』の静止被写体に繋がり、『憂国』の自主製作映画化の成功や、準主役で出演した時代劇映画『人斬り』での好演にも繋がっていくことになった。
公開時の惹句は、「文壇の寵児三島の情熱か! 映画界の増村の才気が若尾文子と組んで放つ最大の話題作!」、「彼奴を殺ろせ! 出獄を待つ殺し屋の群れに挑戦する白いやくざ!」、「殺されるのは俺か! 恋人か! 怖るべき非情を爆発させる殺し屋の世界!」である。併映は、『東京の女性』（監督：田中重雄、出演：山本富士子）。
なお、映画公開から44年後の2004年（平成16年）の明治古典会七夕大入札会において、『からっ風野郎』の未発表写真（撮影：田島正）20枚とそのネガが出品された。

## 製作の経緯

### 企画から記者発表

#### 三島主演の企画
大映プロデューサーの藤井浩明は、三島由紀夫の長編小説『鏡子の家』の冒頭部の章が雑誌『聲』に発表されて以来その映画化を企画し、完結した書き下ろしの『鏡子の家』が1959年（昭和34年）9月に刊行されると同時に、市川崑に監督を依頼した。市川崑は以前に『炎上』（1958年8月封切）で三島の『金閣寺』の映画化に成功していた実績があり、市川はすぐに快く承諾した。大映の永田雅一社長も、三島の長編を市川崑でやる企画を報告すると、「乗った!」と会議にもかけずに即決した。
ところがそんな折、三島と付き合いの長い講談社の編集者・榎本昌治が藤井に、「三島の映画をやらないか」と、三島の主演映画を作る話を持ちかけてきた。榎本と藤井は親しい間柄であった。三島はその同年、自作エッセイの翻案映画『不道徳教育講座』（1959年1月封切）でナビゲーター役としてほんの少し特別出演していたが、それ以前から自分が映画に出ることに興味を持っていた。
榎本昌治は三島の直接の編集担当者ではなかったが、女性誌の『若い女性』の書籍出版部に在籍していた経歴があり、その渉外能力の高さで「冠婚葬祭係」の異名を持つ名物編集者として知られる豪放磊落なイメージの人物であった。榎本は最初、この企画を日活に持ちこみ、三島と石原裕次郎の共演にしようとするが実現されなかった。そこで榎本は大映に持ちこみ、三島のことが大好きな永田社長の大歓迎を受けた。
三島原作映画化と三島主演映画という企画がバッティングしてしまったため、とりあえず『鏡子の家』の映画化の方は後回しにし（結局実現しなかった）、不調ぎみの大映を盛り返すために三島主演映画を製作することが決定となった。1959年（昭和34年）秋に永田社長は正式に三島に映画主演を依頼し合意に至った。この頃の三島は、渾身で執筆し発表した書き下ろし長編『鏡子の家』に対する文壇の不評に失望し意気消沈し始めていた時期で、気分を変えたいという心持ちを秘めていた。
永田社長が、相手役の女優は誰でも好きなのを自由に選べと、京マチ子、山本富士子、若尾文子などの名前を挙げると、三島はすぐに若尾文子を選んだ。三島は若尾のファンで、その「ポチャポチャとした」顔が好みであった。
最初、永田社長は「三島由紀夫」という役でどうだと提案した。しかし三島は「小説家」という固定観念を外したらどう見えるか聞き、永田社長は「二枚目の敵役で、崩れた役がよろしい。ヤクザっぽい役の方がいい」と言った。三島は、「限りなく無教養な男」の役を希望し、「インテリの役というのは絶対勘弁してくれ」と依頼した。
藤井は三島の了解を得て、監督を増村保造にすることにした。当時日本映画界の期待の星であった増村は三島主演作の監督をすぐに引き受けた。三島と増村は東京帝国大学法学部時代の同級生の間柄で顔見知りであった。三島は増村に、「自信のあるのは胸毛だから、よろしくお願いします」と挨拶し、脚本を担当することになった白坂依志夫には、濃厚なラヴ・シーンを注文した。

#### 「俳優宣言」
「ラッパの永田」という異名を持つ永田雅一社長は、さっそく芸能記者らを帝国ホテル新館に集め、サプライズ記者会見を1959年（昭和34年）11月14日に開いた。記者会見の時間は、ちょうど松竹が『銀嶺の王者』の撮影で招いたトニー・ザイラーが来日する数時間前にぶつけた。社長が「ラッパ」だけに芸能記者らはあまり期待していなかったが、山本富士子の結婚発表かもしれないと集結していた。
ところが、作家の三島由紀夫（34歳）が大映と俳優の専属契約を結んだと発表され、三島本人が「新人の三島でございます」と登場したので、ドッと会場が笑いに包まれた。永田社長は、「西にコクトー、東に三島、東西軌を一にしてだな…」と語り出した。三島主演の俳優デビュー作は、三島のオリジナル作を白坂依志夫が脚色し、増村保造監督で来春公開予定、撮影は2月からと告知された。この時はまだ相手役は発表されなかった。
記者会見上で三島は、「文士とかインテリゲンチャーということは捨てて、”くずれた”ような役がやりたい。そして内容のあるアクションなどですね」と抱負を語り、瑤子夫人の反対は「亭主の権力で押さえつけました」とジョークを交えながら会場を沸かせた。瑤子夫人は夫の映画出演に猛反対したが、永田社長が彼女の実父の杉山寧を動かして説得した。
三島は記者の質問に答えながら、映画に俳優として出ることを「絶好の非文学的生活」「純粋な非文学的たのしみ」と語った。三島の映画主演のニュースは、「俳優宣言をした三島由紀夫」、「不敵に笑うタフガイ文士」などの見出しで大々的に各スポーツ新聞や週刊誌、一般紙で報じられた。わざわざ三島宛てに、「お前が映画俳優になれる顔かどうか、鏡をのぞいて見るがいい」といった中傷の手紙を出す輩もいた。
新聞や週刊誌などでは、三島の主演映画は何になるかに関心が集まり、当初は『カルメン』の翻案映画にするという企画もあった。三島は自衛隊くずれのドン・ホセ的な主人公で、エスカミリオにはプロ野球選手役の川口浩を配し、三島は娼婦のカルメンに裏切られて死ぬという筋書きで、脚本担当者の白坂依志夫の談話付きの記事もあった。しかし、オットー・プレミンジャー監督の映画『カルメン』が日本で公開される話があり、この企画は没となった。
三島の「俳優宣言」のニュースは文壇でも注目された。三島は記者会見の数日後にフランキー堺と対談していたが、大岡昇平はそれを読んで、「フランキー堺が、映画俳優三島由紀夫に猛烈なライバル意識を燃やしている。これでお前が三枚目だってことが確認できた」、「性格俳優的なことをやれば、三島君はうまくやるだろう」と談話を寄せた。
十返肇は、「あんな長い顔でクローズアップしたらどうなるだろう? ドン・ホセじゃなくてドン・キホーテじゃないのか」と皮肉的にコメントし、五味康祐は、「文壇のためには繁栄でまことに結構」と激励した。大宅壮一は、「追いつめられた大映の救いの神になるかどうか」、「とにかく作家としても第一人者である三島氏にとっては積極的な経験となるだろう」と応援しながらも、「彼はスターとしてあるいは失敗するかもしれない」とも懸念していた。

### 脚本作り

#### 競馬の騎手役「肉体の旗」
最初、藤井浩明プロデューサーが脚本を白坂依志夫に起用したのは、三島由紀夫原作の映画『永すぎた春』でも脚本を担当していた経験があったからだった。多忙な藤井は白坂と三島の2人で打ち合わせをしてもらった。
案に難航しながらも「インテリをやりたくないんだったら、じゃあ競馬の騎手をやろう」と話が進み、白坂は「凄い名馬に乗る競馬の騎手が、八百長やる話」という『肉体の旗』というタイトルの脚本を作り、三島も乗り気で喜んでいた。三島は乗馬をやっていたことがあり、体型も割と小柄であったため適役と思われた。
三島の主演映画ということもあってか、本読みには永田雅一社長をはじめ重役も参加するという異例の環境で行なわれた。白坂の脚本は、腕の良い競馬騎手が弾みで落馬し、大穴のレースになったために競馬ファンから八百長として吊るしあげられ、愛人の女馬主からも棄てられてしまい、サンドイッチマンとして落ちぶれていくという展開で、目を悪くしたその八百長騎手がカムバックした後、ビッグレースで一旗揚げることを賭け英雄的勝利を目指すがゴールと同時に死んでしまうという結末で、よく出来ていたストーリーだった。
ところがその本読みの時、突然永田社長が、「お前何考えているんだ! 俺を誰だと思ってるんだ、俺は中央競馬会の馬主会会長だ」と怒鳴り始め、「中央競馬が八百長だって、そんなの絶対できない!」と一喝されてしまった。藤井らは社長に平謝りし、その脚本は没となった。

#### 新たな脚本「からっ風野郎」
映画出演のために三島由紀夫が2か月もスケジュールを空けていたため、藤井浩明は早く新しい脚本を手配しなければならず思案していたが、ふと菊島隆三が石原裕次郎を想定して書いていた脚本があったことを思い出した。その脚本の結末は石原裕次郎のイメージを崩すとの理由と、日活のスター裕ちゃんを殺すことはできないということでお蔵入りになっていた。
藤井はすぐさま菊島に電話を入れ、その脚本をどこにも売っていないことを確認すると、三島と共に菊島の元に飛んで行った。その菊島の脚本は、もの凄く強いヤクザの二代目が最後に殺し屋に殺されてしまうというストーリーで、三島はそれを読んだとたんに惚れ込み、「やる! これでいきましょう」と大喜びしてその場で即決となった。
それが原型の『からっ風野郎』の脚本であった。1月26日付の日刊スポーツに、三島主演映画の脚本が白坂依志夫の『肉体の旗』から、菊島隆三の『からっ風野郎』に変更になったことと、共演者が若尾文子のほか、船越英二、野添ひとみ（のちに水谷良重に変更）になったことが報じられた。

### 撮影

#### 脚本手直し
『からっ風野郎』の撮影のため、三島由紀夫は1960年（昭和35年）2月1日に大映多摩川撮影所に入り、増村保造監督やスタッフとの打合せや、記者会見が行なわれた。2月4日にはスチール撮影が行なわれ、1週間の準備期間の後の2月8日に映画本編の撮影がクランクインした。昼夜逆転の文筆生活と異なり、調布市の撮影所に向うため朝7時に起床し、夜10時に就寝というのが三島の基本生活となった。撮影期間中は禁酒もした。
劇作家でもある三島は、文学座や俳優座で何度も俳優たちの稽古に立ち会い、自身もちょっとした端役で舞台に立ち、文士劇にも何度も出たりしていたため、素人ながらも多少は演技の経験や自信もあった。しかし撮影に入ると、勝手が違う映画撮影で上手くいかない三島の演技は何度もテストが繰り返され、OKがなかなか出されず、初日から「三島さん、あんた、まるで猿のようだね!」と増村監督の檄が飛んだ。
菊島隆三のオリジナル脚本では、主人公は石原裕次郎のようなタフな人物像であったが、増村監督はその役柄を不器用な三島の演技に合わせ、「二代目だけど、気が弱くて、腕力がなくて、組の存続も危ぶまれる、気がいい男」という性格に変えることにし、脚本を手直しすることになった。
芸術家肌で職人気質の増村監督は、一つの作品としての『からっ風野郎』を自分の納得できるものにしたかった。三島のキャラクターに合わせた脚本に作り変えたことは、結果的に映画としてそれなりに良いものが出来上がることになっていく。それは増村監督だからこそ出来た技であり、「限りなく無教養な男」という三島の希望に沿いつつ、作品と三島の素材を生かした選択であった。
撮影が進むにつれ三島は、「とにかく映画俳優というものは大変な商売で、単なる素材では、やり通せるものではない」ことが分かっていき、「演劇と映画の演出の違ひ」を実感として理解していった。撮影に入る前の三島は、「映画俳優は極度にオブジェである」として、俳優の演技は「いちばん行動から遠いもの」であり、意思を持たない完全な客体だと思っていたが、実際に映画俳優というものを体験してみると、そんな単純なものでもなかった。
しかしながら、主役の三島の素材に合わせて脚本が作り変えられたことなど、自分自身に限って言えば、増村監督の前では「完全にオブジェに過ぎないぼく」を味わった三島だった。
撮影は、調布市の多摩川大映撮影所のセットのほか、中野の宝仙寺（雲取大親分が招待した法事のシーン）、渋谷桜丘のリキパレス（力道山が経営）の横の産婦人科医院、多摩川京王遊園地などでロケが行われた。
撮影所やロケ現場には三島を激励するために、川端康成や岸田今日子、背広姿の市川雷蔵なども見学に来た。川端康成は予告篇の撮影にも参加した（実際には使用されなかった）。

#### 増村監督のしごき
増村保造は元々俳優に厳しく毒舌家の監督であったが、三島に対するしごきはさらに激しく、容赦なくズバズバと下手な演技を貶した。そのしごき方は全く手加減などなく、三島が有名作家だからといってお客様扱いや旦那芸として見逃すという甘い考えは増村にはなかった。監督を引受けたからには、同級生の三島が世間から笑われないような芝居にしなければ駄目だと、増村監督は見かねた藤井浩明にも言っていた。
しかしながら、その演技指導のやり方はスタッフの予想をはるかに上回り、「いじめ」や「いびり」にも見えた。新人として丁寧に挨拶をし、撮影現場でも腰を低くしている三島に対し、演技が下手だからといって、生活能力や身体能力を否定するかのようなパワハラの酷い暴言を増村監督は浴びせていた。
しかし三島は増村監督の口汚い罵倒に耐えながら黙って従い、弱音を吐くことなく1人の俳優に徹していた。監督として俳優の自分に真剣勝負を挑んでいることを感じていた三島は、どんな屈辱的な言葉でボロクソに貶されても、途中で投げ出すことはなかった。藤井浩明は、「三島さんは偉かった。あれ、普通だったら喧嘩しますよ」と振り返っている。
共演者の水谷良重は三島と古くからの友人でもあったため、「先生、何故いわれっぱなしにしてるのよ。先生がやんなきゃ、私が代わりに喧嘩しようか?」と耳打ちするが、三島は、「いいんだよ、これで。増村はぼくと同級生だったから、威張りたいんだよ」と制して、良重との濡れ場を撮り終えた。
相手役の若尾文子は、増村監督から暴言を言われている時の三島が気の毒で、その顔も見られなかった。自分の出番がない時にはセットの隅で三島さんのシーンが無事にいきますようにと若尾は祈っていた。
撮影風景を取材した週刊誌の取材記者も、ワンカットに15回も三島にNGを出す増村監督の「罵詈雑言」を具体的に書き連ね、「文壇の寵児として、一段と高い流行作家の地位にあった三島氏には、ついぞ見られなかった光景である」と報じたりした。その記者が三島に、「あんなヒドい言い方をされてなんでもないんですか」と訊ねると、「当り前ですよ。だってボクは俳優としてはまったくシロウト」と三島は答えて、監督の言いなりになることを当然と受け止めていた。
ベストセラーの『永すぎた春』を担当した講談社の三島担当編集者・川島勝も、『永すぎた春』の映画がヒットしたことから、縁起担ぎのためかエキストラの端役（雲取一家の大親分の三下やくざ役）に駆り出されていて、三島と若尾が産婦人科のシーンを演じているのを直接見学していた。増村監督から「タイミングが合わない」と何十回もダメ出しされ面罵される三島を見かねたスタッフらが、「いいかげんにしてくれ」と増村を制する一幕を川島は目撃した。だんだんスタッフたちは三島に同情を寄せるようになっていた。
三島と同じ文学座にいた俳優の中村伸郎は、その頃の三島が演技を向上させようと一生懸命だったことを、「三島さんは、何とかしなくちゃいけないってんでね。あした撮影という場面をうちへ来て稽古してくれっていうんですよ。果物なんか持ってきてね」と回想している。村松英子も、「演技っていうことが得意でないってことを自分でご存知でね。でも敢えてそれに挑んでいらっしゃった」と振り返っている。

#### ラストシーンでの事故
大詰めを迎えたラストシーンの撮影では、数寄屋橋の西銀座デパートの三愛洋品店前でロケが行われた。3月1日の深夜ロケでは、エスカレーターの上で殺し屋に撃たれる朝比奈役の三島が、仰向けに倒れたまま逆様の状態で死体となってエスカレーターで運ばれていくというクライマックスのシーンの撮影だった。
三島はいつものように20回以上もテストを繰り返しやらされていた。増村監督と三島の両者とも「鬼気迫る」ほどの熱心ぶりで、三島は疲労困憊の状態でもあった。しかし、当時としては斬新なこのシーンの脚本を三島はとても気に入っていた。
殺し屋役の神山繁は、「三島さんね、もっとパーンと派手に倒れなきゃ駄目だよ」とアドバイスした。三島はそれを素直に聞き入れ、本当に思いっきり倒れて足を踏み外してしまい、もろに右後頭部をエスカレーターの段の角に強打し大怪我をした。脳震盪を起こした三島はすぐさま虎の門病院に救急搬送されていった。びっくりした若尾文子は、「何かあったらどうしよう」と震えてしまった。
事故の知らせを聞いて病院に駆けつけた三島の父・梓は、「君たち、息子の頭をどうしてくれるんだ!」と激怒して怒鳴っていた。藤井浩明が「三島さんすみませんでした」と謝ると、三島は脳に支障が出るか不安だったのか「ムスッと」黙ったままだったという。以前、三島にボクシング練習をやめた理由を聞いた時、「頭殴られたらね、頭がおかしくなっちゃうから。本業が出来なくなるから」と答えていたことを藤井は思い出した。翌日3月2日には増村監督も三島を見舞った。
三島はレントゲンで精密検査を受け、10日間ほど入院することになった。検査結果が出るまで不安だったが、不幸中の幸いで特に問題はなかった。事故を見ていた藤井は、「よくあれで済んだものです」と回想している。一般見舞いの面会禁止が解かれた3月8日には、以前からファンだったという女優の宮川和子が見舞にやって来た。その様子を取材した報知新聞に、「頭を打ったとたんに“映画的腫瘍”みたいなものがとれちゃったんだな。もう映画はコリゴリ」と三島は談話を寄せた。
友人のロイ・ジェームスが見舞に来ると三島は、「増村を殴ってきてくれよ、ロイ!」と駄々っ子のように喚いたという。そんな陽気な冗談半分の軽口も飛ばせるほど、三島は元気に回復していた。怪我が落ちつき3月10日に退院すると、三島は早速11日に撮影所に戻ってアフレコをし、12日から残りのシーンの撮影に再び入った。
3月14日の午後9時半から行われた夜間ロケのラストシーンの撮り直しの際には、永田雅一社長や脚本の菊島隆三も監視役で立ち会い、万全体制であった。2度と事故を起こしてはならないというピリピリした雰囲気がスタッフの間に漂い、神山繁ももう三島に何も言わなかった。三島が演技をする前には、増村監督や助監督が危なくないか試してみるほど慎重に行われた。
この夜間ロケは午前0時過ぎまでかかり、無事にラストシーン撮影が終わった。これで『からっ風野郎』の撮影がクランクアップとなった。35日間にわたる全ての演技を終えた三島は、「“やくざぼんち”みたいな役柄」が自分の個性に合っていたのは幸いだったが、ラッシュを見ると自分のみじめさが目立ち、もう映画出演はもうコリゴリで「ブルブルですよ」とコメントした。

#### 幻の予告篇
『からっ風野郎』の予告篇の撮影には、三島の敬愛する川端康成までもが駆り出されていた。この出来上がったフィルムは三島の申し入れによりお蔵入りになったが、以下のような台詞のやり取りであった。
なお、1960年（昭和35年）2月19日には、ラジオ東京の放送番組「ラジオ・スケッチ」で『からっ風野郎』の撮影の模様が放送された。

#### スチール写真
三島由紀夫の「俳優宣言」の記者会見の後、その会見の模様を写真入りでまとめた『大映グラフ 新春特大号』（1960年1月号）と、映画パンフレットなどに使用されたスチール写真やロビーカード、撮影現場に来た川端康成の写真などが多数掲載された『大映グラフ 陽春特大号』（1960年4月号）が刊行された。他にも『毎日グラフ』2月号には、撮影風景の写真が収められた。
三島のブロマイド写真も3種類、東京浅草のマルベル堂で販売された。三島は当時このブロマイド写真を絵葉書として知人の西久保三夫に送り、撮影が終わったことの報告と共に「ぜひ御覧の上御批評賜はり度」と記している。他には、ロケ現場で女子高生たちに囲まれてサインをしている自然体の三島を捉えたプライベート写真（撮影：講談社の川島勝）などもある。
新聞広告には、素肌に黒革ジャンを着て右手に拳銃を持ち、銃弾に撃たれた脇腹を左手で押さえながら前を睨んでいる三島の決めポーズの写真が掲載され、街には、若尾文子を抱擁する黒革ジャンの三島の映画ポスターが張り出された。
なお、雑誌『講談倶楽部』4月号では、三島が主人公の朝比奈武夫になりきって「オレ」という一人称で映画のストーリーを語っていく「『からっ風野郎』の情婦論」という文章も掲載され、「オレはなんだか、このメチャクチャな女のバカバカしい純情の中で、流行歌や純愛小説の主人公のやうな最後を遂げさうな気がする」と武夫の末路を綴っている。映画上演記念として、蓋が赤で本体が黒のライターも宣伝用に配られたという。
映画公開から44年後の2004年（平成16年）には、未発表写真20枚分とそのネガ20枚（全モノクロ・35ミリ）が明治古典会七夕大入札会において出品され、コレクターの犬塚潔が手に入れた。
その箱には「三島由紀夫」と書かれ、撮影者の田島正の経歴書や連絡先が添えられてあった。田島の話では、撮影日は1960年（昭和35年）2月の快晴の日で、雑誌『映画と演劇』（時事世界社、1960年4月号）に載せるため撮影されたものであった。三島がピストルを持っているシーン、ビールを飲むシーン、椅子に座っているシーン、階段を下りてくるところ、春の日射しを受けて笑顔の写真である。
発売された雑誌『映画と演劇』には8枚の写真が掲載されているが、その中の3枚が未発表写真の内のものと同じため、厳密にいえば17枚分が未発表写真となる。田島は当時、時事世界社に頼んで使用されたネガフィルムを返却してもらい、保存していた。黒革ジャン姿の三島は、田島のカメラの注文に素直に応じて、自らポーズをとることはなかったという。

### 主題歌
主役の三島由紀夫が歌唱した主題歌「からっ風野郎」のレコードは、1960年（昭和35年）3月20日にキングレコードから発売された。文学者の歌唱レコードが前代未聞だったため、新聞や週刊誌などで話題となった。三島は、「毒を喰わば皿までもでネ、まア皆さんに悪口をいってもらうネタを一つ多く提供しようという私の親心です」とコメントしている。しかし主題歌は、映画の中では使用されておらず、いくつかのシーンでかすかに流れるのみとなっている。
作詞も三島で、作曲とギター演奏は深沢七郎が担当した。深沢の方から作曲したいと三島に頼み込んだ経緯があった。曲が完成したのはクランクインの2月8日で、16日に文京区音羽のキングレコードで吹き込まれた。そのレコードを三島は知人にサイン入りで配っていた。

## あらすじ
昭和30年代の東京。
東京刑務所内の庭で111番の出所祝いのバレーボール大会が行われている最中、試合に熱中している111番囚人・朝比奈武夫に面会の知らせが来たため、同じチームの112番囚人が代わりに武夫の上着を着て面会室に行く。面会の男は、「111番の朝比奈だね」と名札を確かめると同時に拳銃を発砲した。殺し屋は朝比奈武夫ではなく全くの別人を殺したのだった。
命を狙われた朝比奈一家の二代目の武夫は、なんとかその日に予定どおり出所できた。殺し屋を仕向けたのは朝比奈一家と反目する新興ヤクザ「相良商事」の社長・相良雄作であった。そもそも武夫が2年7か月間も服役したのも、父の復讐で相良の足を刺したためだった。大怪我し後遺症を負った相良は武夫のことを個人的にずっと恨んでいた。
出所した武夫は先ず、情婦のキャバレー歌手・香取昌子と映画館の2階にある部屋で落ち合う。昌子を抱き終わると武夫は非情にも、手切れ金代わりだと昌子のネックレスを奪い取り、さっさと彼女と手を切った。命を狙われている武夫にとって、女はお荷物だからである。この映画館「コンパル」は朝比奈一家が支配人となっていて、2階は武夫の隠れ家でもあった。
映画館「コンパル」には武夫が初めて見るもぎり（切符係）の女・小泉芳江が働いていた。武夫は芳江から、「親分なのにちっとも怖くないもん」と言われる。ある日、芳江は町工場に勤める兄・正一に弁当を届けにいき、ストライキにまきこまれ、そのまま留置所に拘束されてしまう。
武夫の叔父・吾平は、敵組の相良雄作を殺して来いとハジキ（拳銃）を武夫に渡した。そして相良との対決の機会が訪れる。大親分雲取大三郎からの法事の招待状が両者に届いたのだ。ところが当日、寺には相良はいない。それを確認した武夫が帰ろうとしたところを、跡をつけた殺し屋・ゼンソクの政の銃弾が襲った。しかし、政がゼンソクの発作を起こし弾丸が外れたため、武夫はなんとか左腕を射たれただけで済む。
留置所から出てきた芳江が、武夫のいる隠れ家「コンパル」の2階にやって来た。もぎり職を解雇されていた芳江は、再び映画館で雇ってくれと頼みこむ。武夫がダメだと断り退職金を渡そうとすると、雇ってくれないと居場所をバラすと脅した。怒った武夫は無理やり芳江を手籠めにし、事の後「こうなったのもお前が好きだったからさ」と言い、それを機に2人は付き合うようになる。
ある日、2人が遊園地から出たとき、武夫は相良の幼い娘・みゆきを偶然見つけて誘拐した。そして相良一家が薬品会社から金をゆすろうとして手に入れたブツ（治験で死人が出て問題のある新薬）をよこせと相良に電話で要求した。しかしその取引の待ち合わせ場所の東京駅八重洲口の構内には、朝比奈一家と相良と繋がりのある大親分雲取が仲介で登場し、薬の儲けは折半して両者手打ちにしろと命令する。武夫と相良はそれで一旦は事を収めた。しかし相良は半分になった儲けのさらに半分を、雲取に仲介料として取られるはめになった。
芳江が妊娠した。武夫は、命を狙われている自分に子供ができると面倒なことになるから堕ろせと命じるが芳江は頑としてきかない。産婦人科に連れて行ったが抵抗され、帰り際、2人は偶然昌子と鉢合わせした。自分と芳江との仲を昌子が相良に密告することを察知した武夫は、芳江を安全なところへ匿った。どうしても産むと言って聞かない芳江に根負けした武夫は、彼女と世帯を持つ決意をする。
そんな折、相良が芳江の兄を監禁して、朝比奈一家が取引で儲けた金で経営を始めたトルコ風呂の権利をよこせと脅してきた。芳江の身にも危険を感じた武夫は、九州の芳江の田舎へ身をかくすように彼女に命じた。武夫は、舎弟であり親友の愛川にトルコ風呂の権利をくれと相談するが揉め、相良一家にピストル一丁で単身乗り込もうとする。愛川は無謀な武夫を諌め、トルコ風呂の権利書を相良に渡し、芳江の兄を救った。
一件落着し、愛川の勧めで彼と一緒に大阪で堅気になることに決めた武夫は、それまでの黒い革ジャンから白いスーツ姿に変わり、出産のため里帰りする芳江を東京駅まで送りに来る。発車まで30分しかなかったが、武夫は「オレのガキに野暮なものは着せられねえ」と、生まれてくる赤ん坊の産着を買いに、構内のデパートに走った。
しかし、売り場で待ち伏せしていたのはゼンソクの政だった。武夫は政に捕まってしまい、すぐにその場で後ろから撃たれる。激痛に顔を歪めた武夫はデパートのエスカレーターの上に転がり倒れこんだ。武夫は必死にもがいて、上りエスカレーターを下りようとするが絶命し、人垣の中、エスカレーターは武夫の仰向けの死体を乗せて静かに上昇していく。最上部で止ったエスカレーターの上で目を見開いたまま死んでいる武夫の手には、買ったばかりの産着の袋がしっかり握られていた。

## キャスト
出典は
- 朝比奈武夫：三島由紀夫
  - 主人公。つぶれかけているヤクザの朝比奈一家の二代目。
- 小泉芳江：若尾文子
  - 武夫の隠れ家の映画館「コンパル」で働いていた娘。武夫を一途に愛し、妊娠する。
- 愛川進：船越英二
  - 朝比奈一家の舎弟。武夫の兄弟分で親友。先代の親方に大学まで出させてもらい恩義を感じ、武夫の面倒を何かと見ている。実は堅気になろうとしている。
- 平山吾平：志村喬
  - 武夫の叔父貴。先代の武夫の父亡き後、朝比奈一家を取り仕切っていた。相良を殺してこいと武夫に発破をかけハジキ（ピストル）を渡す。その武夫の身代わりには自分が刑務所に入ると意気込んでいたが、病身のため間もなく死去。
- 小泉正一：川崎敬三
  - 芳江の兄。町工場で働いている。赤旗を振り労働争議の活動している。
- 高津綾子：小野道子
  - 愛川進の恋人。朝比奈一家の向かいで高津薬局を営む薬剤師。親戚の誘いで大阪に転地しようとしているが、そこで愛川と世帯を持ちたいと考えている。
- 香取昌子：水谷良重
  - 武夫の情婦だったナイトクラブ「カナリア」の歌手。バナナの歌を歌う。
- 相良雄作：根上淳
  - 新興ヤクザ相良商事の社長。朝比奈一家と反目している。武夫に足を刺され後遺症が残り、それを根に持っている。
- 雲取大三郎：山本禮三郎
  - 雲取一家の大親分。朝比奈一家とも相良とも繋がりがある。2人の間の取引仲介で漁夫の利を得る。
- 川瀬：三津田健
  - 刑務所の所長。武夫から出所の延期を頼まれ断るが、隠密に出所させる計らいをしてやる。
- ゼンソクの政：神山繁
  - 相良に雇われた殺し屋。喘息の持病がある。
- 金沢：潮万太郎
  - 朝比奈一家に出入りしている酔っ払いおやじ。
- 淀川：浜村純
  - もぐりの医者（闇医者）。薬物中毒。怪我をした武夫の治療をする。
- 錦貫：杉田康
  - 相良の舎弟。
- 赤間：高村栄一
  - 相良の舎弟（年長者）。ゼンソクの政とは網走刑務所で知り合った。
- 相良みゆき：矢萩ふく子
  - 相良の娘。小学1年生。武夫に誘拐される。
- 村田：倉田マユミ
  - 産婦人科・村田医院の医者。
- 半田三郎：小山内淳
  - 殺す相手の顔も知らない殺し屋。武夫と間違えて別の囚人112番を射殺し逮捕される。
- 「カナリヤ」のマスター：守田学
  - 武夫が刑務所にいる間にできた昌子の新しい情夫。
- 益子：伊東光一
- 岩崎：花布辰男
- 健次：飛田喜佐夫
- 稲宮：杉森麟
- 野沢：此木透
- 五郎：土方孝哉
- 山下：小杉光史
- 法事の受付A：山口健
- 法事の受付B：大塚弘
- 相良のばあや：須藤恒子
- 相良の運転手：津田駿二
- 商店街の肉屋のおやじ：佐々木正時

ほか、三角八郎、南方伸夫、原田詃、中田勉、湊秀一、谷健一、大川修、黒川清司

## スタッフ
出典は
- 監督：増村保造
- 脚本：菊島隆三、安藤日出男
- 撮影：村井博
- 音楽：塚原哲夫
- 美術：渡辺竹三郎
- 色彩技術：西田充
- 助監督：石田潔
- 照明：米山勇
- 録音：渡辺利一
- 編集：中静達治
- 装置：岡田角太郎
- スチール：薫森良民、野上透
- 現像：東京現像所
- 製作主任：大橋俊雄
- 企画：藤井浩明、榎本昌治
- 製作：永田雅一

## 評価
『からっ風野郎』は娯楽映画としてヒットし興行的には成功したが、三島由紀夫の素人演技が浮き立っていたために、その演技力に対する酷評が集中し、増村保造監督の演出の腕の高さや他の共演者たちの好演が、三島の下手さをカバーしていたと評価された。初主演発表の記者会見から撮影風景、事故の入院騒ぎなど、お祭り騒ぎのように三島に好意的だった芸能マスコミだったが、映画が公開されると、期待とは裏腹な主人公役の演技には厳しかった。
日刊スポーツは、「やっぱりシロウト」と評し、内外タイムスでは「俳優三島は台詞は堅いし目も死んでいる」、東京中日新聞では、「作家三島のやくざぶりをたのしむほうがよい」とされ、デイリースポーツでは、「セリフが遅く、ヤクザらしい気迫の裏付けがない」、神戸新聞では、「まあ三島だからという点で、愛敬でみておれる程度」と評され、総じて冷めた反応であった。
三島本人も、九段会館で行われた試写会において、「映画は不思議な芸術で、私の場合、文学の中では決して人前に出すことのない、私の中にある滑稽さ、哀れさ、臆病さなどの秘密を白日の下に曝らしてしまいました」と自身の「弱み」を見せてしまったことを自嘲しながら、「この映画が、いわばフィルムによって書かれた私自身の私小説」だと自評している。
小倉真美は、三島が自身と正反対の役と世界を醸し出すことを望んだにもかかわらず失敗したことについて、「映画の本質に対する三島の誤解と誤算にもとづく結果」だと解説し、三島の「不敵なマスクの面白さ」と、その「マスクの魅力が動く映画では更に発揮されるかと予想」していたが、映画の進むにつれて期待が裏切られていったとしている。
そして、劇作家として直観力もあり、脚本を書き演出もする三島が、俳優となると、アクションと台詞の間に「なにか一ポイントの誤差が伴う」演技をし、「画面を支えられないほどのカンの悪さ」を見せてしまうことは皮肉だと小倉は評して、若尾文子の演技力の高さと三島の大根役者ぶりを比較し、「りきんで崩れる三島の稚技はまことに対照的で、玄人と素人の差を図式的に解説される思い」がしたとしている。
しかし好意的な評価もいくつかあり、三島が知的な作家とは正反対の思慮のないヤクザを、ある意味では好演し、意外な優しさを合わせ持つ乱暴者という複雑なキャラクターが醸し出されているという意見もあって、草壁久四郎は、そんな三島の演技力を「三島文学流の演技」と褒めた。
山内由紀人は、作品全体の映画評として、「シャープでテンポのいい演出で最後までだれることなく一気にみせた」ストーリー展開を褒め、「パワフルで緊迫感のある映像によって、やくざの二代目親分になった男の悲喜劇を、シニカルに、時にユーモアをまじえて描いた」と、増村の手腕を高評している。そして、映画の中で動く「オブジェ」になるのを望みながらも、なりきれなかった三島が最も輝いていたシーンが、ラストの死体だったのは皮肉なことだとし、そこがまさに三島が「静止した〈オブジェ〉になった瞬間だった」と解説している。
井上隆史は、三島が俳優になってみたい根拠として「自分の意志を他人にとられてしまつたやうな、ニセモノの行動」に非常に魅力を感じると語っていたにもかかわらず、実際の俳優体験では考えていたようにはスムーズに演技が出来ずに様々な誤算を実感していたことに触れながら、それでもその三島の苦闘ぶりと増村監督の演出が不思議に融合的な味を醸し出していることを、ある意味で評価している。

## 増村保造と三島由紀夫
増村保造と三島由紀夫は、東京帝国大学法学部の同期生で、1944年（昭和19年）に法学部25番教室で初めて出会った。特に親しい交友関係はないが、顔見知りであった。増村と三島が初めて言葉を交わしたのは、戦争末期の1945年（昭和20年）5月から勤労動員された神奈川県高座郡大和の海軍高座工廠の寮においてだった。
三島と疎遠になってしまった戦後は、増村は大学卒業後に大映に助監督として入社し、再び東大の哲学科に入学した。また、イタリア国立映画実験センターに留学するなど、勉強熱心で、理論派系、芸術家肌、職人気質でもあり、溝口健二や市川崑に師事した後、1957年（昭和32年）に監督に昇進となった。
増村と三島は約15年ぶりに『からっ風野郎』の撮影前に大映多摩川撮影所で再会した。顔見知りの2人が映画の打合せをし、三島がスチールの撮影に応じている時は、増村の三島への厳しいしごきが始まるとはスタッフも予想できなかった。撮影現場での過剰な三島へのしごきは、会社の企画に対する不満の表れか、あるいは三島への対抗意識か、等々という噂が流れた。
市川崑は、「ワキ役に使うならともかく、三島さんの主役作品を引き受けるなんて、ずいぶんソソっかしい」と増村に言ったが、「ほかの人がやるよりは、僕の方が三島さんを生かせると思った。その意味で僕がいちばん三島さんを大切にしているといえるんじゃないか」と増村は自負していた。
映画が完成し、増村が大田区の馬込東（現・南馬込）の三島邸に招待された際、三島の父・梓から、「下手な役者をあそこまできちんと使って頂いて」と礼を言われた。三島に怪我をさせて申し訳ないと思っていたのに逆に礼を言われた増村は、藤井浩明との帰り道で、「明治生まれの男は偉い」と、梓を褒めていたという。
三島の死後、増村は『からっ風野郎』での三島の奮闘ぶりを振り返り、「どんなにしごかれても、半日テストを繰り返されても、三島さんは不平一つ言わず、何の反抗も示さず、黙々と羊のように従順にテストをやりつづけた」と敬服し、「大部屋の端役俳優ならともかく、一流の流行作家が私に何度も怒鳴られながら、一心になって一月間芝居をやり抜いたのである」と三島の根性を讃えた。
増村は三島の死の2年後に、『音楽』を映画化し、三島の描いた難しいテーマを映像化することに挑んだ。

## 若尾文子と三島由紀夫
若尾文子と三島由紀夫の初めての接点は、三島原作の映画『永すぎた春』で若尾がヒロインの百子役になった時であった。三島は個人的に若尾のような「可愛いポチャポチャとした顔」の愛くるしいタイプが好みであった。1957年（昭和32年）4月に初めて『永すぎた春』の撮影が行われている大映多摩川撮影所を訪れ、若尾らの演技を見学した三島は、脚本担当の白坂依志夫に、「何だかドキドキして、昨夜は眠れなかったよ」と言っていたという。百子を演じた若尾について三島は、「正に小説の要求するヒロインの姿そのものズパリだつた」と喜んだ。
『永すぎた春』の撮影がクランクアップした後、三島と若尾を中心にした座談会が開かれた。三島は当時まだ独身で、正田美智子とお見合いをしていたという噂もあり、花嫁を探していた時期であった。座談会の中で三島はなにげなく若尾に、「若尾さんはどうだい、ぜんぜん生活のかけはなれた人が好きになるということはないだろうね」と訊ねて探りを入れていた。
『からっ風野郎』の主演をすることになった三島は、永田雅一社長の提示した大映の看板女優らから、迷うことなくすぐさま若尾文子を選んだ。三島にとっては、「好きな女優と恋人同士になるのだから、こんな有難いことはない」ことであった。
撮影に入り、増村監督にいびられながらも三島は水谷良重との濡れ場を撮り終えると、翌日には若尾を襲うシーンが待っていた。「明日は若尾とベッドシーンだぞ！」と三島は妙にテンション高く興奮していたという。
そんなミーハー的なファン意識や、自分の演技で手一杯だった三島も、少し余裕ができると共演者の演技を鑑賞するようになり、「氷いちごみたいな味覚」のような甘い居心地よさの可愛らしい若尾が見せる思わぬ演技力の本領を目の当たりにして、女優としての若尾の技量に感服した。
撮影の合間、三島は若尾に自分の次の小説『お嬢さん』の構想を話した。『お嬢さん』は『永すぎた春』と同様にヒロインの結婚をテーマにしたエンタメ作品で、『永すぎた春』の後日譚的な様相もあった。若尾が、「私、かすみの役をやりたいわ」と言うと、「それでは、若尾ちゃんに映画化権をあげましょう」と三島は決めた。
『からっ風野郎』が公開されてヒットした後、若尾は三島から「共演の記念に」として、高価なロココ調の椅子とテーブル、銀の燭台を贈られた。その年1960年（昭和35年）の11月から三島は瑤子夫人と共に、アメリカやヨーロッパ、中東や香港を巡る周遊旅行に旅立ったが、その出発の直前に若尾に電話をかけ、「アメリカに行くんだけど、その前に若尾ちゃんと御飯が食べたい」と誘った。
若尾は三島と一緒に港区芝公園の増上寺の前にあるフランス料理レストラン「ラ・クレッセント」で夕食を食べ、赤坂のナイトクラブ「ニューラテンクォーター」でダンスを踊った。三島のダンスはあまり上手ではなく強引にリードし、若尾も固くなっていたせいか、少し踊りにくかったと若尾は回想している。
そして三島は、「若尾ちゃんとダンス踊って、御飯食べたから、これでぼくも心おきなくアメリカへ行けるよ」と、じっと若尾を見つめながら言った後に、例のごとく「わっはっは」と、いつもの哄笑をした。若尾はその後1964年（昭和39年）に三島原作の映画『獣の戯れ』でヒロインを演じたものの、直に三島と顔を合わせる機会はなく、赤坂のナイトクラブでの三島の哄笑が若尾にとっての三島と会った最後の姿であった。
1970年（昭和45年）11月25日の三島事件での三島自決のニュースを知った若尾は、昼食どころでなくなり、ショックで寝込んでしまった。そして若尾は、三島がかつて自分に捧げたオマージュの文章を読み返した。
三島の死後、若尾は1988年（昭和63年）10月に日生劇場の舞台で、三島の戯曲『鹿鳴館』のヒロイン朝子を演じた。三島没後35年の2005年（平成17年）には映画『春の雪』で月修寺門跡を演じた。若尾にとって18年ぶりの映画出演だった。この映画を企画した藤井浩明は、この役は若尾しかないと決めていた。

## エピソードなど
映画が公開されると、三島は浅草の映画館に出向き、もぎり係の女の子に愛想を言ってさりげなく客の反応を聞き出したり、新宿の映画館では、メーター（観客数のカウント）をやっていたが、三島はそれを信用できず自分でやらないと気が済まなくなり、入口で自から客の入りを勘定したりしていた。
さらに五反田の映画館には、家族一党をぞろぞろと引き連れて行ったため、三島に気づいた支配人が特別待遇で招き入れようとしたが、自前で人数分の切符をわざわざ買って入場していた。周囲の友人らはしまいには「何回見れば気が済むのだろう」と呆れていた。
評論家たちから下手な演技だと酷評される嵐の中、三島は草壁久四郎の高評価をとても喜び、それ以来、「映画評論家のなかでは、草壁が最高だ」と、友人の講談社の編集者・川島勝など周囲にふれ回り、大変な気の入れようだったという。
草壁久四郎と三島はそれまで一面識もなかったが、とある会でその後三島と出会って紹介された時、「いやあなたには感謝してますよ。なにしろぼくの演技を評価してくださったのはあなた一人でしたからね」と言われて恐縮し、照れてしまったという。それをきっかけに草壁は三島と親しくなり、草壁がプロデュースした映画の上映会を三島は知人の石川六郎邸で私的に開いている。
初めての映画主演の経験により、三島は同年の11月に短編小説「スタア」を雑誌『群像』に発表している。この小説は現場で感じた「映画撮影の逆説的技術の面白さ」から着想されたもので、実際の映画現場を具体的に描いたものではなく、映画スターという存在についての「一種の観念小説」となっている。

## 音声資料
- 「からっ風野郎」（キングレコード 1960年3月20日）
  - 作詞・歌唱：三島由紀夫。作曲・ギター演奏：深沢七郎。編曲：江口浩司。演奏：キングオーケストラ
  - ※ EPレコード（EB-314）。B面は春日八郎「東京モナリザ」
- 『若さでムンムン 幻の名盤解放歌集 キング編』（Pヴァイン、1993年8月）
  - CD1枚（PCD-1519〈NKCD-1153〉）。ブックレット
  - ※ アンソロジーで「からっ風野郎」の主題歌が収録。
- 『決定版 三島由紀夫全集41巻 音声(CD)』（新潮社、2004年9月10日）
  - CD7枚。内函装幀：新潮社装幀室。装画は柄澤齊。ブックレット：「解題」収録。
  - 収録内容：〔1〕わが友ヒットラー（第一幕）〔2〕わが友ヒットラー（第二幕、第三幕）〔3〕椿説弓張月〔4〕我が国の自主防衛について〔5〕悪の華――歌舞伎、英霊の聲、起て! 紅の若き獅子たち、からつ風野郎[注釈 12]〔6〕青春を語る（対談：徳大寺公英）〔7〕私はいかにして日本の作家になつたか